# Dharma Mahadevi
Pour les articles homonymes, voir Mahadevi (homonymie).
Dharma Mahadevi, morte en 950, est une souveraine du royaume de Toshala, situé dans l'actuel État d'Odisha, en Inde. 
Membre de la dynastie Bhauma-Kara, elle est la dernière dirigeante attestée de cette lignée régnante, connue pour avoir compté plusieurs femmes au pouvoir,.

## Origine
Issue de la dynastie Bhanja, Dharma Mahadevi devient reine en épousant le roi Santikaradeva III, membre de la dynastie Bhauma-Kara. À la mort de ce dernier, elle succède à sa belle-sœur Vakula Mahadevi, perpétuant ainsi la tradition matrilinéaire qui caractérise la dynastie Bhauma-Kara.

## Règne
Son règne est attesté par deux documents épigraphiques :
- La charte d'Angul, émise sous le règne de son époux, où elle apparaît sans titre royal ;
- La plaque de Taltali, dans laquelle elle est désignée par les titres de Parama-bhattarika, Maharajadhiraja et Paramesvari[3].

Bien que la datation précise de ces inscriptions reste incertaine, elles témoignent de son autorité et de son rôle politique.

## Fin de règne
Selon certaines hypothèses historiques, Dharma Mahadevi aurait été renversée, voire tuée, aux alentours de l'an 950 par Yayati I, souverain de la dynastie Somavamshi. Ce dernier aurait alors conquis le royaume de Toshala, mettant ainsi un terme à la dynastie Bhauma-Kara. Cette transition politique marque également la fin de l'ère des reines dans cette région de l'Inde, qui avait jusqu'alors connu une tradition singulière de pouvoir féminin.

## Héritage
La dynastie Bhauma-Kara se distingue dans l'histoire de l'Inde médiévale par la succession exceptionnelle de reines, phénomène rare dans les structures politiques de l'époque. Dharma Mahadevi en est la dernière souveraine connue, incarnant la fin d'un système de gouvernement dirigé par des femmes dans l'Est de l'Inde. Son règne marque ainsi la clôture d'une période unique de pouvoir féminin dans la région de Toshala.